# El Cabrero
El Cabrero   (Aznalcóllar, 19 d'octubre de 1944) és un cantaor de flamenc espanyol.

## Trajectòria
És fill de Carmen Muñoz Frías, natural d'El Casar de Escalona, i de José Domínguez Márquez d'Alájar. Des de la seva infància es va dedicar al pastoreig de cabres, ofici que segueix exercint malgrat ser una de les figures del flamenc més sol·licitades a festivals i esdeveniments relacionats amb aquesta cultura. Començà el seu camí artístic el 1972, amb la companyia de teatre La Cuadra de Sevilla, i va efectuar una gira per diversos països europeus. L'èxit fou tan gran que va realitzar una nova gira, aquesta en solitari, i va debutar al Théâtre de l'Atelier de Ginebra el mes de març de 1973. Allà conegué Elena Bermúdez, que es va convertir des de llavors en la seva companya i que, a més de la seva productora i representant, és l'autora o coautora de les lletres de molts dels seus cants més potents i reivindicatius.
Enregistrà el seu primer disc Así canta el Cabrero el 1975. El 1986 participà al IX Concurs Nacional d'Art Flamenc de Còrdova i va guanyar els premis de soleà i malagueña. El seu guitarrista des de l'àlbum Encina y cobre de 1988 i durant 12 anys va ser Paco del Gastor, nebot de Diego del Gastor. Durant els anys 1980 va ser un fenomen social i el cantaor més aclamat, per davant del Lebrijano i Camarón de la Isla. El 1988 la cadena francesa LaSept realitzà el documental El Cabrero, le chant de la sierra.
A la dècada del 1990 va participar en festivals de música del món on va compartir cartell amb músics com Gilberto Gil i Chick Corea. S'incorporà a la gira Secret World Tour de 1993 de Peter Gabriel, molt interessat pel flamenc gràcies al seu projecte de 1990 de fer un programa de televisió de difusió internacional d'una hora anomenat Magic Flamenco. El Cabrero tornà als escenaris europeus poc després, gravant durant la seva gira de 1994 el disc en directe París '94. El 1996 publicà l'àlbum de tangos argentins Sin remache en què feu una incursió en un gènere que continua incorporant als seus concerts, amb les versions dels temes El Orejano de Jorge Cafrune i d'altres d'Alberto Cortez i Horacio Guarany. L'any 2000 participà amb la cançó Como todo mortal al disc de suport a Chiapas anomenat Chiapas: los ritmos del espejo, editat per la CGT. L'any 2000 participà al programa documental sobre el flamenc de Canal Sur 2 La venta del duende, interpretant un fandango sobre la situació política d'Espanya. També per motius d'afinitat ideològica va col·laborar amb el grup de rock Reincidentes. Marea en va versionar el tema Como el viento de poniente per al seu àlbum Besos del perro (2002). Aquesta versió va fer popular El Cabrero per al gran públic aliè al flamenc per ser el tema de tancament del programa de televisió Diario de un nómada.
El 2012, emprengué una gira per a festejar els seus 40 anys de carrera musical. Al gener de 2020 anuncià la seva retirada «perquè em dol el diafragma i el barret», celebrant el recital «Ni rienda ni jierro encima» en una gira de comiat.

## Temàtica i censura
El Cabrero és un artista flamenc que, com José Menese i Enrique Morente, incorpora al seu art els treballadors del camp andalusos, els jornalers i els pescadors, i reflexiona sobre les perverses jerarquies socials, la vacuïtat de la política institucional i la dignitat de l'individu. Va col·laborar amb Juan Manuel Sánchez Gordillo, militant comunista independentista, i té dedicat un carrer a Marinaleda. Des dels anys 1970 col·labora de manera ininterrompuda amb el moviment anarquista i amb la Confederació Nacional del Treball (CNT), organització a la qual va pertànyer.
El 1981 va ser jutjat per desacatament i agressió a l'autoritat en haver pres l'arma a un guarda a Aznalcóllar per un incident amb la sendera per la qual portava les seves cabres, i el 1982 va ser condemnat a dos mesos de presó per blasfemar després de perdre la veu en un concert. El documental francès El Cabrero, le chant de la sierra del 1988 no va ser mai emès a Espanya, però sí a les cadenes de televisió d'altres països. El 1993 el reportatge per a Informe semanal sobre el seu èxit al festival Womad es retirà i mai va no es va arribar a emetre.

## Discografia

### Àlbums d'estudi
- 1975 - Así canta El Cabrero (guit. José Cala el Poeta)
- 1976 - A esta tierra que es mi mare (guit. Eduardo de la Malena) [Reeditat el 1980 amb el títol Sé la hora por el sol]
- 1977 - Tierras duras (guit. Eduardo de la Malena)
- 1978 - A paso lento (guit. Pedro Bacán)
- 1980 - Luz de luna
- 1980 - A mí me llaman Cabrero (guit. Antonio Sousa)
- 1983 - Dale alas [Reeditat el 1992 amb el títol Fandangos de Huelva]
- 1983 - Que corra de boca en boca [Reeditat el 1992]
- 1988 - Encina y cobre
- 1988 - Le sigo cantando a Huelva
- 1989 - Por la huella del fandango
- 1991 - De la cuadra a la carbonería (guit. Paco del Gastor)
- 1996 - El Cabrero & Tango al Sur - Sin remache
- 1996 - Como el viento de poniente
- 1996 - Luz de luna
- 1998 - Un diálogo sin artificios
- 2008 - Por los caminos del viento
- 2011 - Pastor de nubes (guit. Rafael Rodríguez)
- 2018 - Ni rienda ni jierro encima

### Directe
- 1994 - París '94 Como todo mortal (guit. Paco del Gastor)

### Recopilatoris
- 1989 - Grandes éxitos
- 1991 - 50 años de flamenco: 1940-1990, Vol. 2
- 2001 - Su gran antología [3 CD]
- 2005 - Con rebeldía
- 2005 - Fandangos calañeses